# موریتس واگنر

موریتس واگنر (آلمانی: Moritz Wagner زاده ۳ اکتبر ۱۸۱۳ در بایرویت- درگذشته ۳۱ مه ۱۸۸۷ در مونیخ) مکتشف، کلکسیونر، جغرافیدان و طبیعیدان اهل آلمان بود. وی عضو آکادمی علوم طبیعی لئوپلدینه آلمان بود.
بین سال‌های ۱۸۵۲–۱۸۵۵ مشترکاً به همراه Carl Scherzer به قاره‌های آمریکای شمالی، مرکزی و جزایر دریای کارائیب سفر نمود. در مه ۱۸۴۳ واگنر به همراه خاچاطور آبوویان (نویسنده و چهره اجتماعی ملی ارمنی) از مناطق دریاچه سوان در ارمنستان دیدن نمود. وی در سن ۷۳ سالگی در مونیخ خودکشی نمود.